# アンドリュー・フィッシャー (陸上選手)
アンドリュー・フィッシャー（Andrew Fisher、1991年12月15日 ‐ ）は、ジャマイカ出身の陸上競技選手。専門は短距離走。100mで9秒94の自己ベストを持つ。2015年にバーレーンの市民権を取得。ジャマイカ人時代にはシニアの国際大会で金メダル獲得などの実績を持つ。

## 経歴

### 2011年
チャンプス (en) （ジャマイカの高校選手権）の男子100mで2位に入った。

### 2013年
7月に中央アメリカ・カリブ選手権 (en) の男子100mと4×100mリレーに出場。100mは予選を10秒07（+1.7）の自己ベスト（当時）で通過すると、決勝では10秒14（+0.5）とタイムを落としたものの、アンドリュー・ハインズとラモン・ギテンス（共に10秒19）を抑えて優勝し、自身初となる主要国際大会のタイトルを獲得した。4×100mリレー決勝ではジャマイカチームの2走（オシェイン・ベイリー、フィッシャー、ジャーメイン・ブラウン、ジェイソン・リバーモア）を務め、38秒86をマークしての銀メダル獲得に貢献した。

### 2014年
5月25日の世界リレー (en) 男子4×100m予選で世界大会初出場を果たすと、ジャマイカチーム（ネスタ・カーター、ケマー・ベイリー＝コール、ジュリアン・フォルテ、フィッシャー）のアンカーを務め、37秒71の大会記録（当時）樹立と決勝進出に貢献した（予選のみの出場）。

### 2015年
7月11日のワールドチャレンジミーティングス・マドリード大会 (en) 男子100m決勝でジャマイカ歴代10位（当時）の記録となる9秒94（+1.4）をマーク。それまでの自己ベスト（10秒01）を0秒07更新し、10秒の壁を破ったジャマイカ史上14人目の選手となったが、それから約10日後に国籍をバーレーンに移すことが明らかになった。フィッシャーは6月のジャマイカ選手権男子100mで5位に入っていたため、8月の北京世界選手権男子4×100mリレーのジャマイカ代表候補だったが、国籍変更によって対象外となった。8月19日にバーレーンの市民権を取得した。

### 2016年
バーレーン代表として競技することが可能になったのは8月9日で、リオデジャネイロオリンピック男子100m予選が行われる4日前だった。シニアの世界大会個人種目初出場となった13日の予選は10秒12（-0.4）の組2着で通過するも、翌日の準決勝はフライングを犯し失格に終わった。

## 自己ベスト
- 記録欄の（　）内の数字は風速（m/s）で、+は追い風、-は向かい風を意味する。

| 種目 | 記録          | 年月日        | 場所         | 備考               |
| 屋外 | 屋外          | 屋外          | 屋外         | 屋外               |
| ---- | ------------- | ------------- | ------------ | ------------------ |
| 60m  | 6秒53 (+0.2)  | 2017年1月21日 | キングストン |                    |
| 100m | 9秒94 (+1.4)  | 2015年7月11日 | マドリード   |                    |
| 200m | 20秒95 (+1.8) | 2015年5月23日 | キングストン |                    |
| 室内 |               |               |              |                    |
| 60m  | 6秒57         | 2017年2月14日 | オストラヴァ | 室内バーレーン記録 |

## 主要大会成績
- 備考欄の記録は当時のもの

| 年         | 大会                             | 場所             | 種目       | 結果       | 記録          | 備考              |
| ジャマイカ | ジャマイカ                       | ジャマイカ       | ジャマイカ | ジャマイカ | ジャマイカ    | ジャマイカ        |
| ---------- | -------------------------------- | ---------------- | ---------- | ---------- | ------------- | ----------------- |
| 2013       | 中央アメリカ・ カリブ選手権 (en) | モレリア         | 100m       | 優勝       | 10秒14 (+0.5) |                   |
| 2013       | 中央アメリカ・ カリブ選手権 (en) | モレリア         | 4x100mR    | 2位        | 38秒86 (2走)  |                   |
| 2014       | 世界リレー (en)                  | ナッソー         | 4x100mR    | 予選       | 37秒71 (4走)  | 決勝進出 大会記録 |
| バーレーン |                                  |                  |            |            |               |                   |
| 2016       | オリンピック                     | リオデジャネイロ | 100m       | 準決勝     | DQ            | 予選10秒12 (-0.4) |
| 2017       | イスラム諸国連帯 競技大会 (en)   | バクー           | 100m       | 2位        | 10秒16 (+0.6) |                   |
| 2017       | イスラム諸国連帯 競技大会 (en)   | バクー           | 200m       | 予選       | DNF           |                   |
| 2017       | イスラム諸国連帯 競技大会 (en)   | バクー           | 4x100mR    | 優勝       | 39秒55 (4走)  |                   |
| 2017       | 世界選手権                       | ロンドン         | 100m       | 準決勝     | 10秒36 (+0.4) |                   |
| 2018       | 世界室内選手権                   | バーミンガム     | 60m        | 予選       | DNS           |                   |